# Thibault Rambaud
Thibault Rambaud, né le 19 avril 1997 à Cholet (Maine-et-Loire), est un footballeur français qui évolue au poste d'avant-centre au FC Annecy.

## Biographie
Thibault Rambaud naît le 19 avril 1997 à Cholet, dans la Maine-et-Loire.
Dès l’âge de 13 ans, Thibault Rambaud rejoint le FC Nueillaubiers, un club amateur situé à Nueil-les-Aubiers, en Nouvelle-Aquitaine. Il y évolue pendant deux saisons avant d’intégrer, à 15 ans, le centre de formation des Chamois niortais, club alors positionné en milieu de tableau du championnat de National. Durant son passage, l’équipe obtient une promotion à l’échelon supérieur. Son potentiel attire ensuite le SO Cholet, club de cinquième division à l’époque, où il passe deux saisons à poursuivre sa progression.
Il rejoint ensuite le FC Bressuire, un autre club néo-aquitain, où il commence sa carrière senior. Pendant ses quatre années au club, celui-ci reste en milieu de tableau, sans réelle ambition de montée. Le 1er juillet 2019, il saisit l’opportunité de rejoindre Le Mans FC, tout juste promu en Ligue 2. Cependant, le club termine la saison à l’avant-dernière place et redescend immédiatement en National, sans que Rambaud n’ait eu l’occasion de s’imposer. Il rebondit alors au Vannes OC, en quatrième division, où il ne joue que sept matchs pour un seul but inscrit.
C’est au Canet Roussillon FC qu’il retrouve du temps de jeu et de la régularité : en deux saisons, il devient un titulaire récurrent, disputant 53 matchs et inscrivant 19 buts. En juillet 2023, il signe au GOAL FC, promu en National. Une nouvelle fois titulaire régulier, il dispute 26 matchs, marquant six fois. L’été suivant, en 2024, Thibault Rambaud s’engage avec l’US Boulogne, club des Hauts-de-France récemment promu en troisième division nationale.
Le 26 juin 2025, après une saison réussie à l'USBCO, Rambaud rejoint le club de Ligue 2 du FC Annecy jusqu'en 2028,.